# Cantone di Lorrez-le-Bocage-Préaux
Il Cantone di Lorrez-le-Bocage-Préaux era una divisione amministrativa dell'arrondissement di Fontainebleau.
È stato soppresso a seguito della riforma complessiva dei cantoni del 2014, che è entrata in vigore con le elezioni dipartimentali del 2015.
Comprendeva i comuni di:
- Blennes
- Chevry-en-Sereine
- Diant
- Égreville
- Flagy
- Lorrez-le-Bocage-Préaux
- Montmachoux
- Noisy-Rudignon
- Paley
- Remauville
- Saint-Ange-le-Viel
- Thoury-Férottes
- Vaux-sur-Lunain
- Villebéon
- Villemaréchal
- Voulx